# 普萊森特普萊恩斯 (伊利諾伊州)
普萊森特普萊恩斯（英語：Pleasant Plains）是位於美國伊利諾伊州桑加蒙縣的一個村落。

## 地理
普萊森特普萊恩斯的座標為39°52′27″N 89°55′12″W / 39.87417°N 89.92000°W，而該地最高點為海拔高度187米（即614英尺）。

## 人口
根據2010年美國人口普查的數據，普萊森特普萊恩斯的面積為3.62平方千米，當中陸地面積為3.62平方千米，而水域面積為0.00平方千米。當地共有人口802人，而人口密度為每平方千米221人。